# Villafufre
Villafufr est une commune espagnole située dans la communauté autonome de Cantabrie.